# Miguel Migs
Miguel Migs é um dj e produtor de House Music, nomeadamente de Deep House.
É também conhecido por "Petalpusher"